# 布雷斯特
布雷斯特（法語：Brest，法語發音：[bʁɛst] ⓘ），法国西北部城市，布列塔尼大区菲尼斯泰尔省的一个市镇，同时也是该省的一个副省会，下辖布雷斯特区，其市镇面积为49.51平方公里，2022年1月1日时人口数量为140,993人，是该省人口最多的城市，在布列塔尼大区内排名第二，仅次于首府雷恩，在所有法国城市中则排名第25位。
布雷斯特位于菲尼斯泰尔省西北部，大西洋海滨，是法国大西洋沿岸的重要港口，因布雷斯特城堡和当地的海军基地而闻名。布雷斯特在二战时期几乎被完全破坏，于1960年基本完成恢复重建，并获得了法国抵抗运动奖章。现代布雷斯特则是布列塔尼半岛西部的经济中心和交通枢纽，建有港口及国际机场，其所在的公共社区已于2018年升级为都会区。

## 地名来源
根据法国语言学家埃尔韦·阿巴兰的推断，“布雷斯特”一名可能来源于古布列塔尼语，意为“城堡之角”（法語：la pointe du château），其现代布列塔尼语和法语形式相同。

## 历史

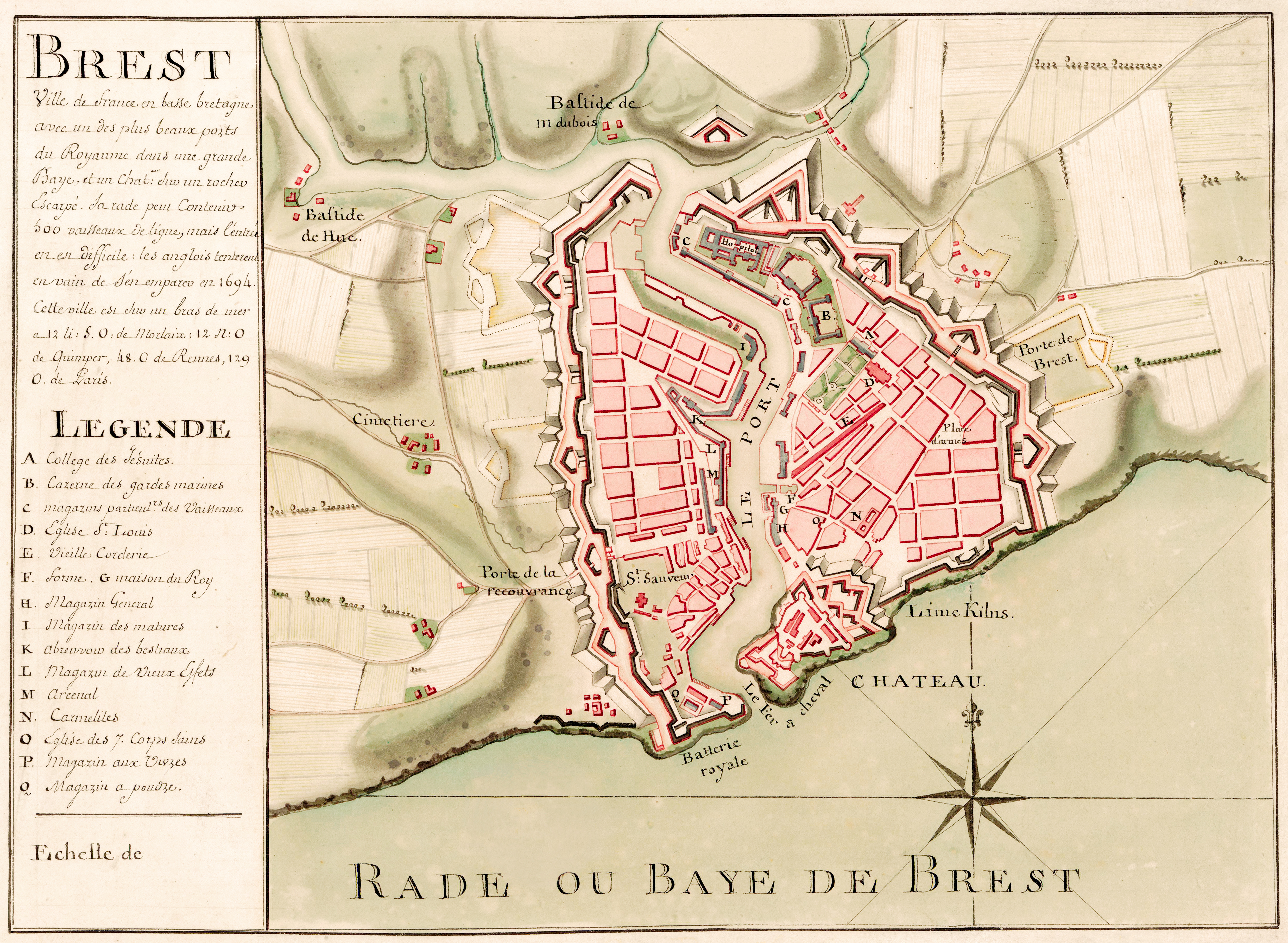
1700年的布雷斯特地图

高卢-罗马时期，布雷斯特是高卢人的一支——奥西姆人的活动范围，其本定都于卡赖，后迁都至海边，即今布雷斯特附近。罗马人入侵后，当地建成了一处罗马军营，因其地理位置重要，该军营被不断扩大，成为布雷斯特城堡。中世纪时，布雷斯特长期隶属于布列塔尼公国，后于1532年并入法兰西，成为布列塔尼行省。17世纪中期，布雷斯特逐渐受到重视，在法国海军大臣柯尔贝尔的带领下，布雷斯特建立了大型避风港，城市人口数量在20年内翻了三倍。1800年，布雷斯特成为三个海军基地之一。连接巴黎和布雷斯特之间的铁路于19世纪中期陆续建成。二战时期，作为重要海军基地的布雷斯特被纳粹德军攻占，当地居民和士兵顽强反抗，遭到纳粹的猛烈轰炸，城市内的建筑物几乎完全被毁。1960年，布雷斯特获得法国抵抗运动奖章。

## 地理

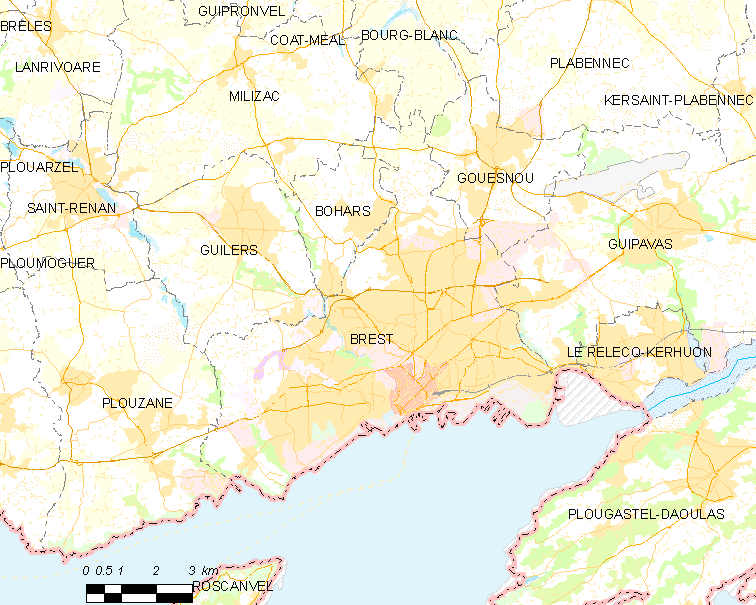
布雷斯特市镇范围地图

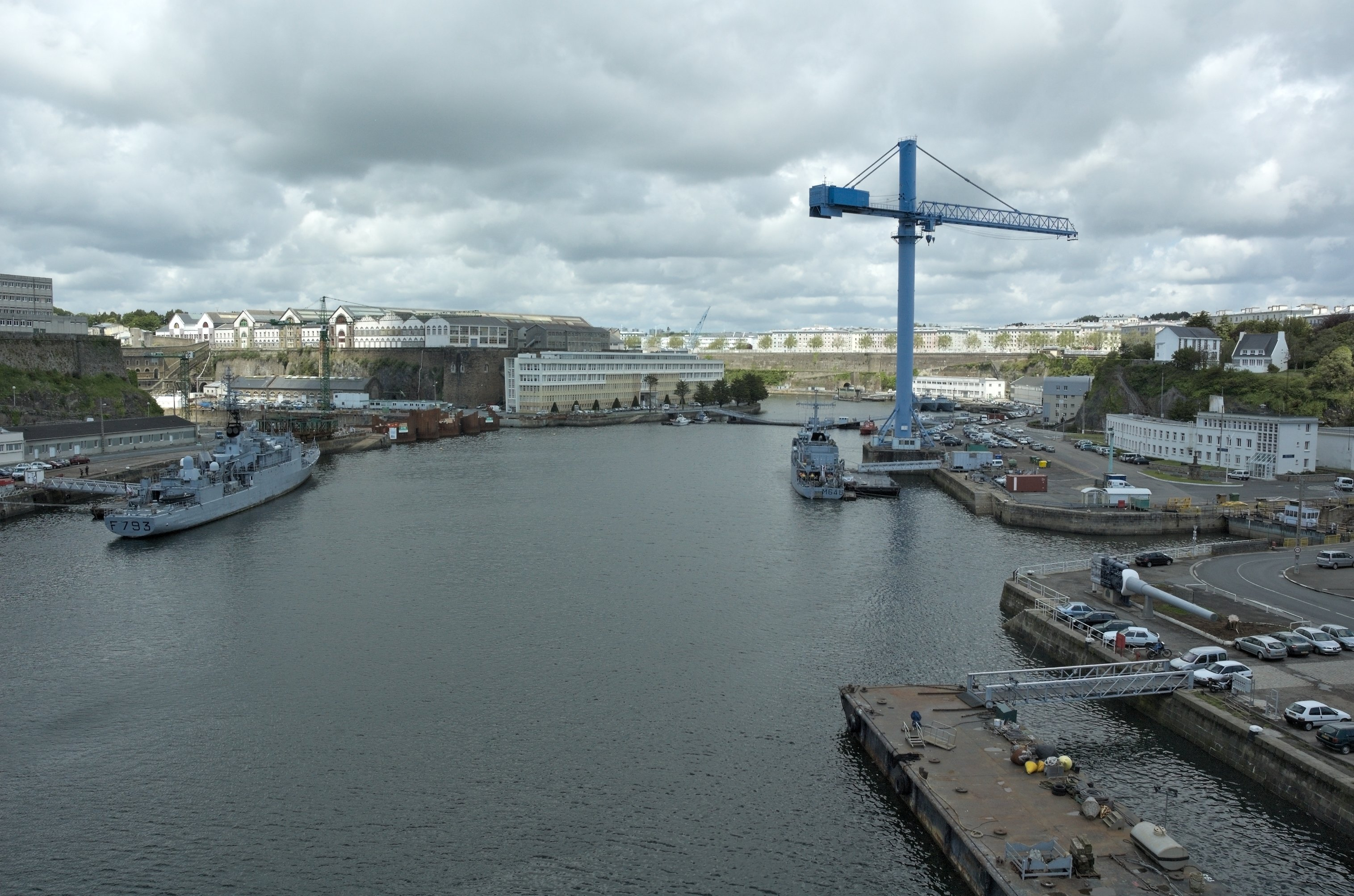
龐費爾德河河口

布雷斯特位于法国西部，布列塔尼大区西部和菲尼斯泰尔省西北部，距离省会坎佩尔大约71公里。与布雷斯特接壤的市镇包括：博阿尔、布朗堡、古埃努、吉莱尔、吉帕瓦、普卢扎内、米利扎克-吉普龙韦勒。

### 地形
布雷斯特位于一处海岬之上，岬面与海平面有较为明显的高差，全境海拔在0到103米之间。

### 水文
布雷斯特位于大西洋沿岸，庞费勒河河口两侧，附近的海泊以其命名，沿岸多为港口设施，而平缓的海滩则集中于市区东北部。

### 植被
布雷斯特属于温带落叶林区，市区内的主要绿地公园包括埃奥勒公园（Parc d'Eole）、探寻者花园（Jardin des Explorateurs）等，均常年免费向公众开放。
在鲜花城市的评比中，布雷斯特被评为4星级（最高级）鲜花城市。

### 气候
布雷斯特在柯本气候分类法中属于典型的温带海洋性气候，降水分布均匀，全年温差较小，布雷斯特是法国本土冬季平均气温最高的大城市，超过了地中海沿岸的阿雅克肖、尼斯、佩皮尼昂等地。
布雷斯特境内设有气象站，以下为该气象站的数据：
| 布雷斯特1981年－2019年 | 布雷斯特1981年－2019年 | 布雷斯特1981年－2019年 | 布雷斯特1981年－2019年 | 布雷斯特1981年－2019年 | 布雷斯特1981年－2019年 | 布雷斯特1981年－2019年 | 布雷斯特1981年－2019年 | 布雷斯特1981年－2019年 | 布雷斯特1981年－2019年 | 布雷斯特1981年－2019年 | 布雷斯特1981年－2019年 | 布雷斯特1981年－2019年 | 布雷斯特1981年－2019年 |
| 月份                   | 1月                    | 2月                    | 3月                    | 4月                    | 5月                    | 6月                    | 7月                    | 8月                    | 9月                    | 10月                   | 11月                   | 12月                   | 全年                   |
| ---------------------- | ---------------------- | ---------------------- | ---------------------- | ---------------------- | ---------------------- | ---------------------- | ---------------------- | ---------------------- | ---------------------- | ---------------------- | ---------------------- | ---------------------- | ---------------------- |
| 历史最高温 °C（°F）    | 16.8 (62.2)            | 20.7 (69.3)            | 23.9 (75.0)            | 28.2 (82.8)            | 30 (86)                | 34.3 (93.7)            | 35.2 (95.4)            | 35.1 (95.2)            | 32.6 (90.7)            | 28.1 (82.6)            | 20.7 (69.3)            | 18.3 (64.9)            | 35.2 (95.4)            |
| 平均高温 °C（°F）      | 9.3 (48.7)             | 9.5 (49.1)             | 11.5 (52.7)            | 13.2 (55.8)            | 16.2 (61.2)            | 18.7 (65.7)            | 20.7 (69.3)            | 20.8 (69.4)            | 19.1 (66.4)            | 15.7 (60.3)            | 12.2 (54.0)            | 9.9 (49.8)             | 14.7 (58.5)            |
| 日均气温 °C（°F）      | 6.9 (44.4)             | 6.8 (44.2)             | 8.4 (47.1)             | 9.6 (49.3)             | 12.6 (54.7)            | 15 (59)                | 16.9 (62.4)            | 17 (63)                | 15.4 (59.7)            | 12.7 (54.9)            | 9.5 (49.1)             | 7.3 (45.1)             | 11.5 (52.7)            |
| 平均低温 °C（°F）      | 4.4 (39.9)             | 4.1 (39.4)             | 5.4 (41.7)             | 6.1 (43.0)             | 8.9 (48.0)             | 11.2 (52.2)            | 13.2 (55.8)            | 13.2 (55.8)            | 11.6 (52.9)            | 9.6 (49.3)             | 6.7 (44.1)             | 4.8 (40.6)             | 8.3 (46.9)             |
| 历史最低温 °C（°F）    | −14 (7)                | −13.4 (7.9)            | −5 (23)                | −2.3 (27.9)            | −0.2 (31.6)            | 2.2 (36.0)             | 6 (43)                 | 6.4 (43.5)             | 3.3 (37.9)             | −1.5 (29.3)            | −6.6 (20.1)            | −10.1 (13.8)           | −14 (7)                |
| 平均降水量 mm（）      | 143.8 (5.66)           | 111.7 (4.40)           | 95.8 (3.77)            | 92.1 (3.63)            | 79 (3.1)               | 59.8 (2.35)            | 66.8 (2.63)            | 66.8 (2.63)            | 83.3 (3.28)            | 129 (5.1)              | 134.1 (5.28)           | 147.8 (5.82)           | 1,210 (47.65)          |
| 月均日照時數           | 61.4                   | 77.4                   | 118.7                  | 156.3                  | 179.8                  | 190.6                  | 169.4                  | 172.9                  | 160.2                  | 107.7                  | 70.7                   | 64.8                   | 1,529.9                |
| 来源：infoclimat.fr    |                        |                        |                        |                        |                        |                        |                        |                        |                        |                        |                        |                        |                        |

## 行政区划
布雷斯特是法国布列塔尼大区菲尼斯泰尔省的一个市镇，编号为29019，它也是菲尼斯泰尔省的一个副省会。布雷斯特下辖布雷斯特区，隶属于菲尼斯泰尔省第二选区和第三选区，管理布雷斯特第一县、第二县、第三县、第四县、第五县和第六县，同时也是布雷斯特都会区的办公驻地。
布雷斯特市镇被划为7个街区，实行街区自治制度。
法国国家统计与经济研究所（简称）在进行数据统计时，将布雷斯特及相邻的另外7个市镇设为布雷斯特城市核心区，并将包括核心区在内的周边共51个市镇划为布雷斯特城市区。自2020年起，布雷斯特城市区被包含68个市镇的布雷斯特城市辐射区代替。此外，还将布雷斯特市镇分为了64个“块区”（IRIS），以便于统计人口分布情况。

## 交通

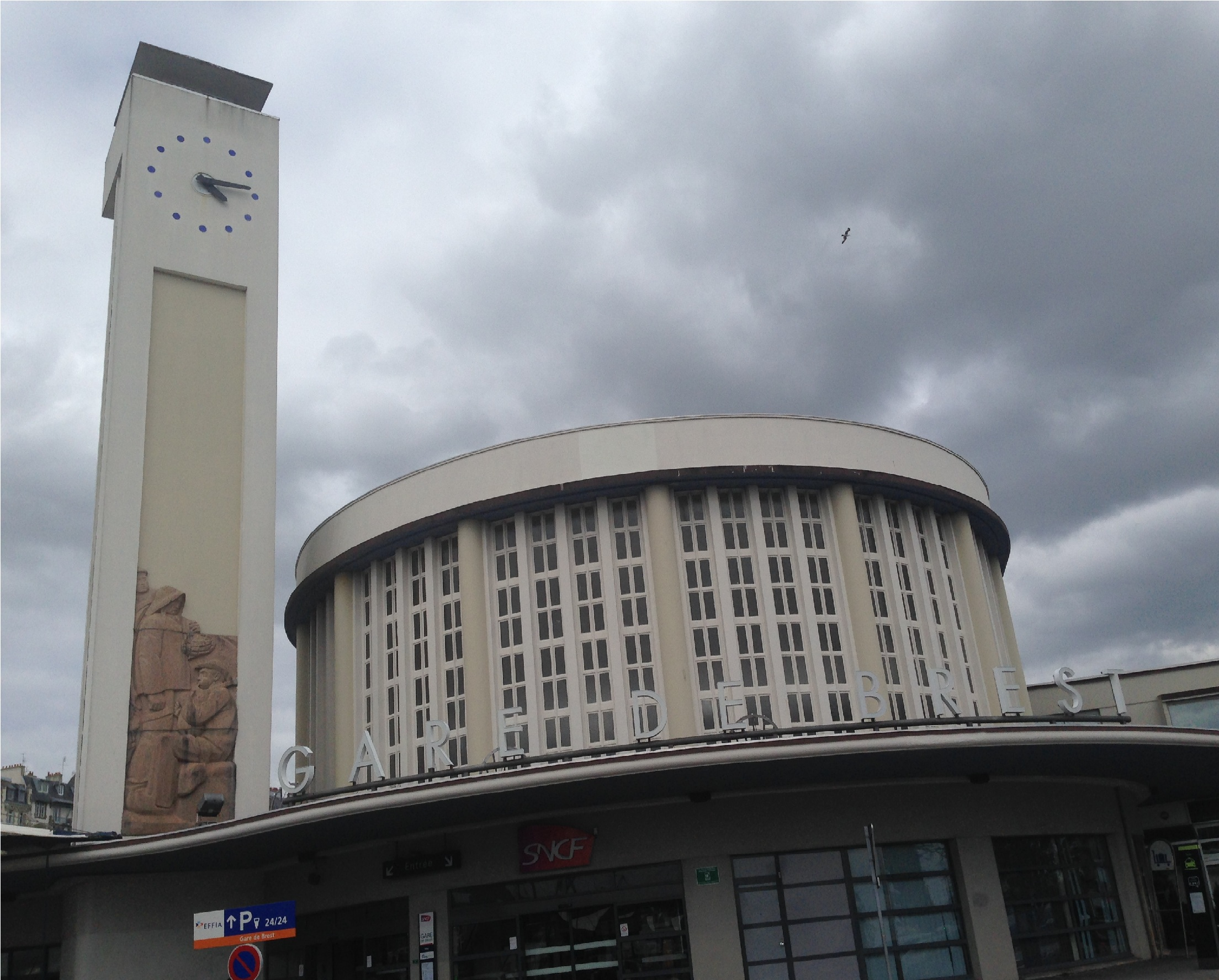
布雷斯特火车站

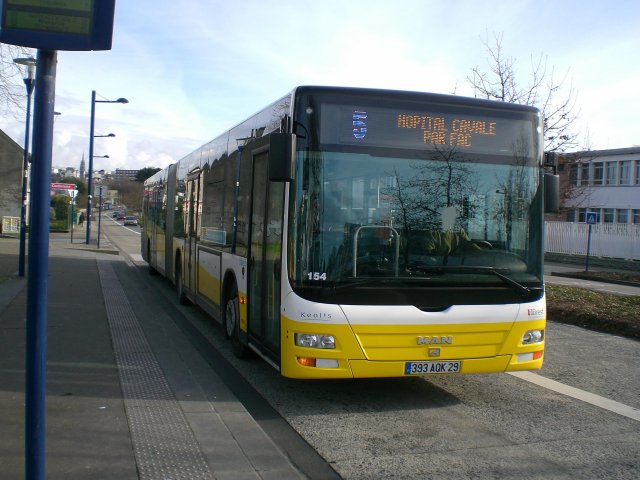
布雷斯特公交5路

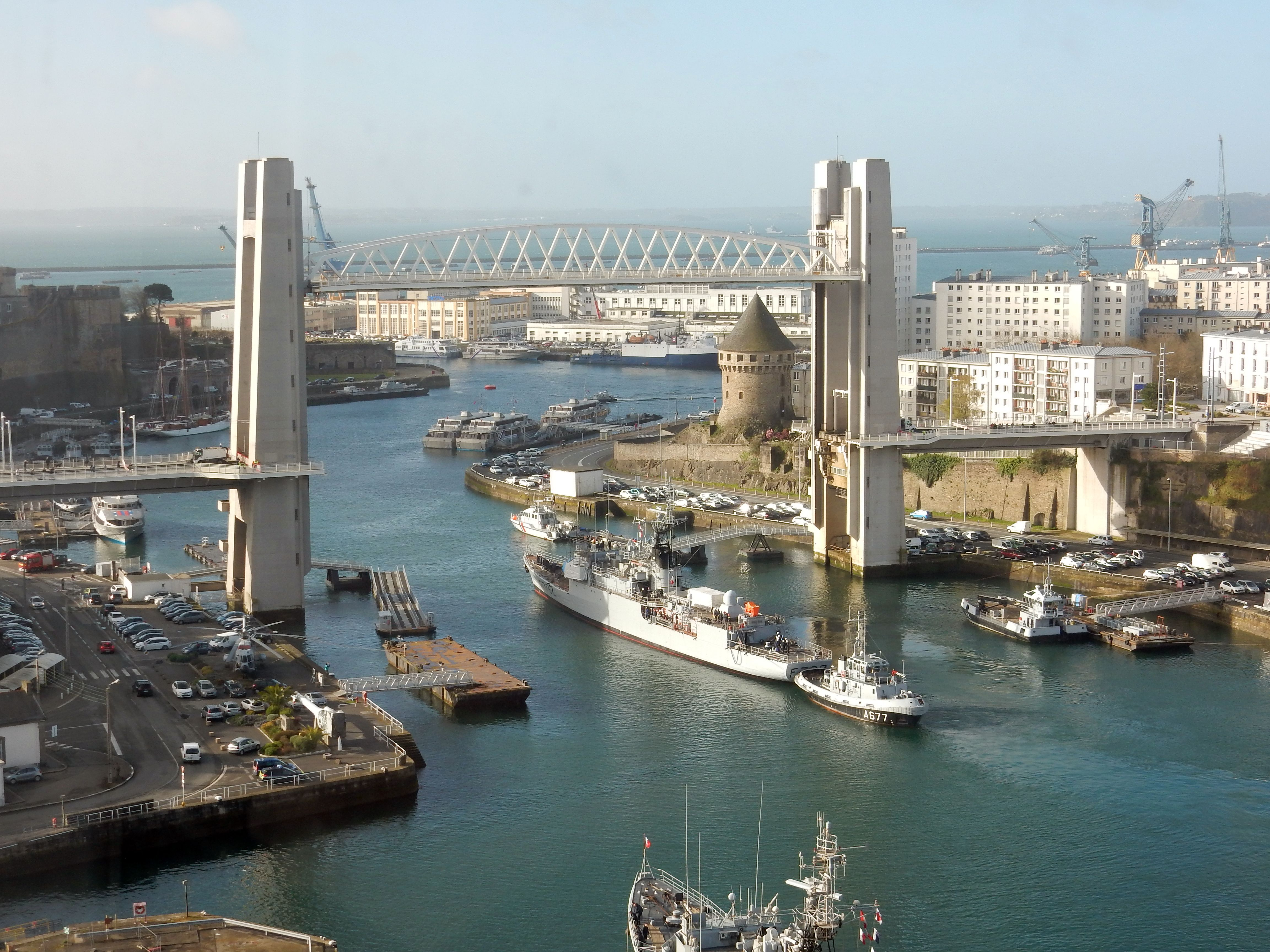
升起时的勒库夫朗斯桥

### 公路
法国国道N12线和N165线在布雷斯特市区东北部交汇，另有多条菲尼斯泰尔省省道经过布雷斯特境内。布列塔尼大区城际客运下属数十条常规或校车线路，可前往周边部分市镇。一些国际性客运公司也提供前往布雷斯特的长途汽车线路，可直达巴黎、雷恩、勒芒、南特、图尔、里昂、格勒诺布尔等城市，并可通过联程中转前往法国及欧洲各地。
2017年，66.3%的布雷斯特家庭拥有至少一辆私人汽车。2019年，布雷斯特境内共发生各类交通事故179起，造成3人遇难，234人受伤。

### 铁路
布雷斯特位于法国铁路网最西端，是巴黎－布雷斯特铁路的西侧终点。布雷斯特站位于市区中部偏东，是一个尽头式铁路车站，该站每天开行数班直达巴黎的高速列车，同时开行直达雷恩、南特、坎佩尔和莫尔莱的区域列车。2018年，布雷斯特站累计发送旅客数量172.2万人次，是法国铁路系统当中的a级车站。

### 航空
布雷斯特布列塔尼机场位于布雷斯特市区东北的吉拉瓦境内，距离市区大约13公里。该机场是布列塔尼大区内吞吐量第二大的民用机场，开行前往巴黎、里昂、马赛、波尔多、尼斯、图卢兹、伦敦、里尔、波尔图、阿姆斯特丹、菲斯等地的直航航班。布雷斯特机场还是菲尼斯泰尔航空公司的航站基地，该公司专营前往韦桑岛的航班。

### 城市公共交通
布雷斯特城市公共交通（商业名称为）包含1条有轨电车线路、1条缆车线路、20条常规公交线路、9条定制公交线路和多条校车线路。布雷斯特有轨电车建成于2012年，全长14.3公里，横穿布雷斯特市区；布雷斯特缆车建成于2016年，是法国本土少有的城市索道，是当地公共交通系统的一部分，编号为“C线”。

### 桥梁
因地形高差和崎岖的海岸线，布雷斯特境内有多处桥梁，其中勒库夫朗斯桥建成于1954年，横跨布雷斯特港口上方，是一座可开启的桥梁，该桥于2012年重新修建以便通过有轨电车，现已成为当地的标志性建筑。其上游的阿尔特卢瓦尔桥的桥面距离水面高差50米，是布雷斯特的重要交通要道。

## 政治

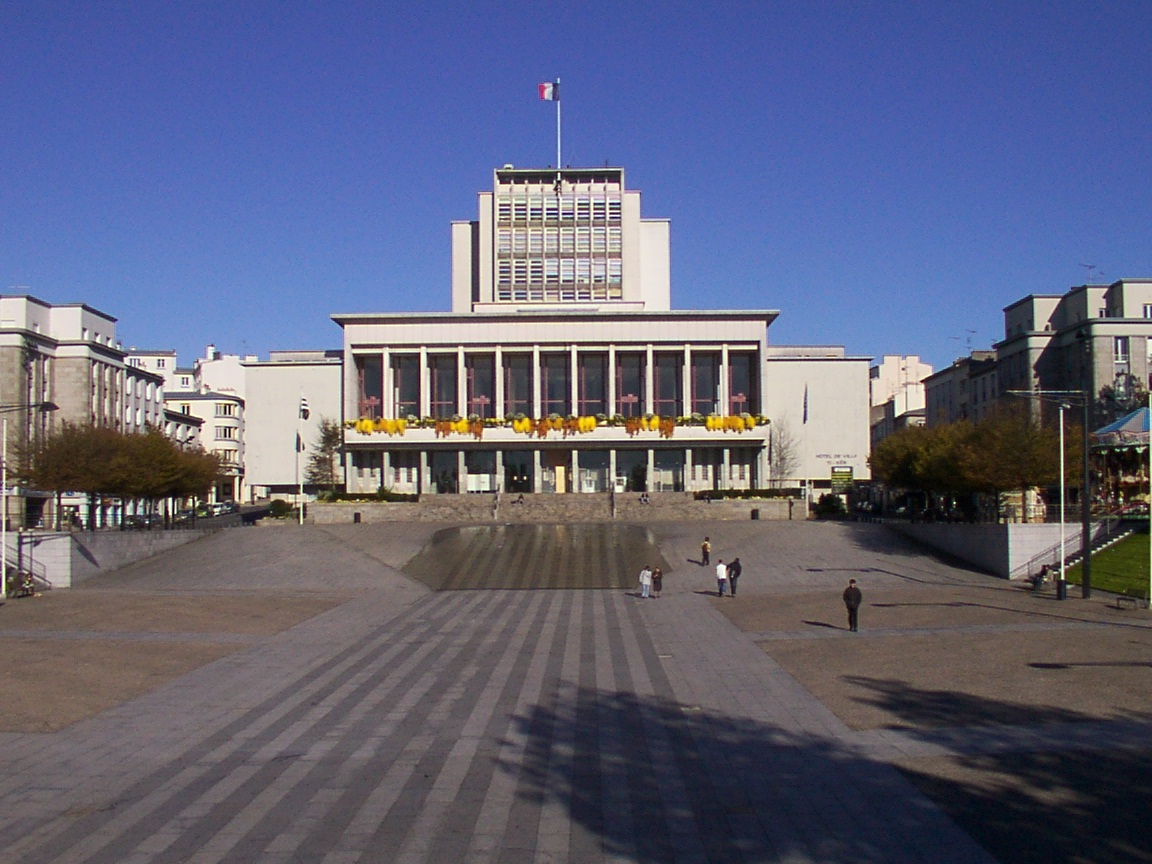
布雷斯特市政府大楼

布雷斯特的现任市长为社会党的弗朗索瓦·屈扬德尔，在2020年的市政选举中获得了49.7%的支持率。
2017年法国总统大选中，第25任总统埃马纽埃尔·马克龙在布雷斯特获得了78.55%的支持率。
| 布雷斯特历届市长 |                   |                                           |
| 任期             | 市长              | 党派                                      |
| 1944年－1947年   | 朱尔·吕利安       | RI独立激进党                              |
| 1947年－1953年   | 阿尔弗雷德·许潘   | RPF法国人民联盟 →UDSR抵抗运动民主社会联盟 |
| 1953年－1958年   | 伊夫·雅韦恩       | MRP人民共和运动                           |
| 1958年－1959年   | 奥古斯特·凯尔韦恩 | MRP人民共和运动                           |
| 1959年－1973年   | 乔治·隆巴尔       | CNIP全国独立人士与农民中心                |
| 1973年－1977年   | 欧仁·贝雷         | UDF法国民主联盟                           |
| 1977年－1982年   | 弗朗西斯·勒布莱   | PS社会党                                  |
| 1982年－1983年   | 皮埃尔·马耶       | PS社会党                                  |
| 1983年－1985年   | 雅克·贝特洛       | RPR保衛共和聯盟                           |
| 1985年－1989年   | 乔治·凯尔布拉     | RPR保衛共和聯盟                           |
| 1989年－2001年   | 皮埃尔·马耶       | PS社会党                                  |
| 2001年－         | 弗朗索瓦·屈扬德尔 | PS社会党                                  |

## 人口
布雷斯特是菲尼斯泰尔省人口最多的城市，超过了省会坎佩尔。2018年，布雷斯特市镇人口数量为139,602，在法国排名第25位。其中男性68,564人，女性71,500人，75岁及以上人口占7.4%，外籍人口数量为47,567人，人口密度为2,820人/平方公里，当地居民被称为（男性）或（女性）。2019年，布雷斯特境内出生1,449人，死亡人口1,246人。
| 年份   | 1936   | 1946   | 1954    | 1962    | 1968    | 1975    | 1982    | 1990    | 1999    | 2006    | 2011    | 2016    | 2018    |
| ------ | ------ | ------ | ------- | ------- | ------- | ------- | ------- | ------- | ------- | ------- | ------- | ------- | ------- |
| 人口數 | 79,342 | 74,991 | 110,713 | 136,104 | 154,023 | 166,826 | 156,060 | 147,956 | 149,634 | 144,548 | 140,547 | 139,342 | 139,602 |

## 经济

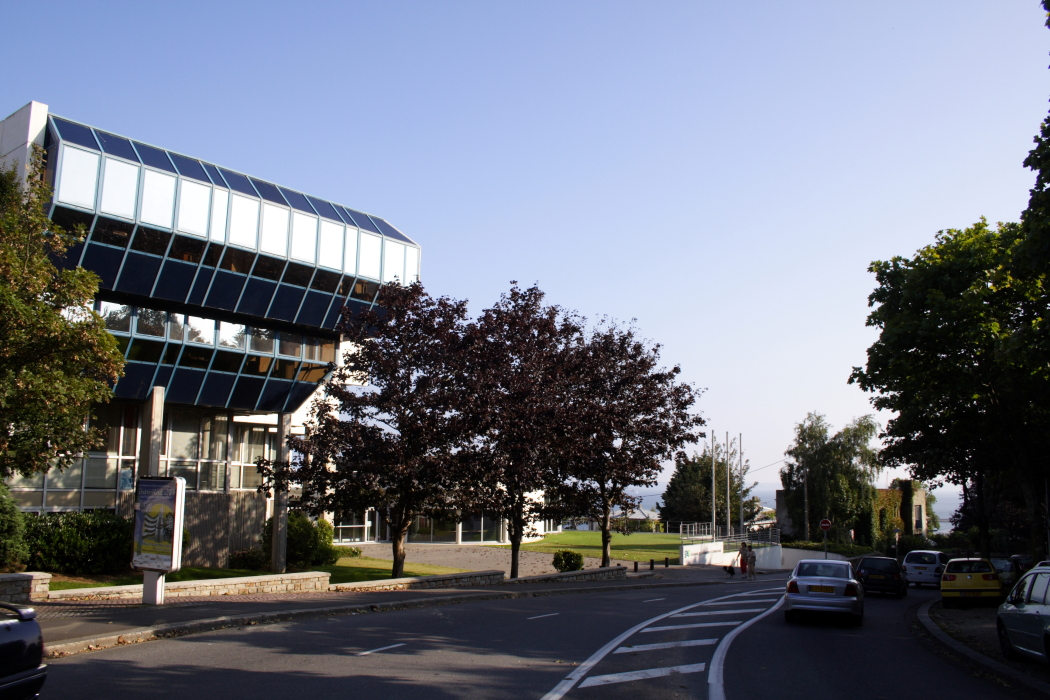
西布列塔尼都会工商会大楼

布雷斯特是法国西部的一座中心城市，军工制造是当地主要的经济支柱，自二战后当地的工商业也开始有所发展，并成为了一个区域性的科教中心。西布列塔尼都会工商会驻扎于布雷斯特。
截至2021年4月，布雷斯特境内共有各类用人单位17,412家，平均历史为15年，其中97.53%为中小型企业（PME）。（连锁酒店）、（工业设备销售）及（汽车销售）是当地2019年营业额最高的三个企业，分别为280,773,398欧元、134,623,884欧元和68,653,972欧元。

## 财政收入
2019年，布雷斯特的财政收入总额为128,759,000欧元，财政支出总额为114,538,000欧元，当年的债务总额为27,897,200欧元。2020年，布雷斯特共获得32,138,671欧元的国家财政补助，比上一年增加了0.01%。
2017年，布雷斯特的人均月收入总额为2,011欧元，其中高级职员为3,409欧元，低于法国平均水平（4,214欧元）；中级职员为2,101欧元，低于法国平均水平（2,353欧元）；普通职员为1,593欧元，亦低于法国平均水平（1,690欧元）。
2017年，布雷斯特境内的青壮年（15至64岁）失业率为17.5%，当地48.2%的家庭拥有纳税资格，平均纳税2,675欧元，低于法国平均水平（3,888欧元）。

## 社会事务

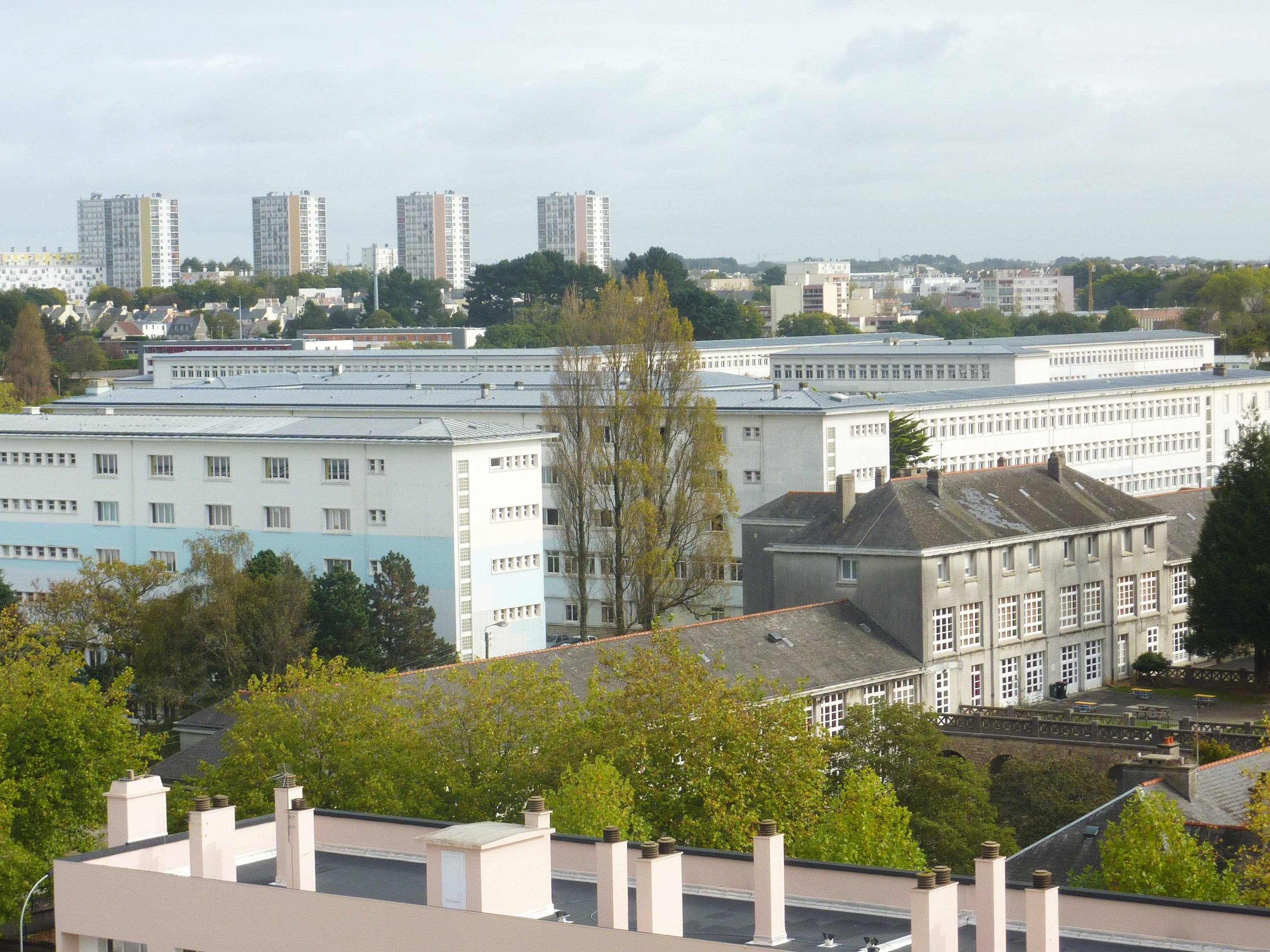
凯里尚教育园区

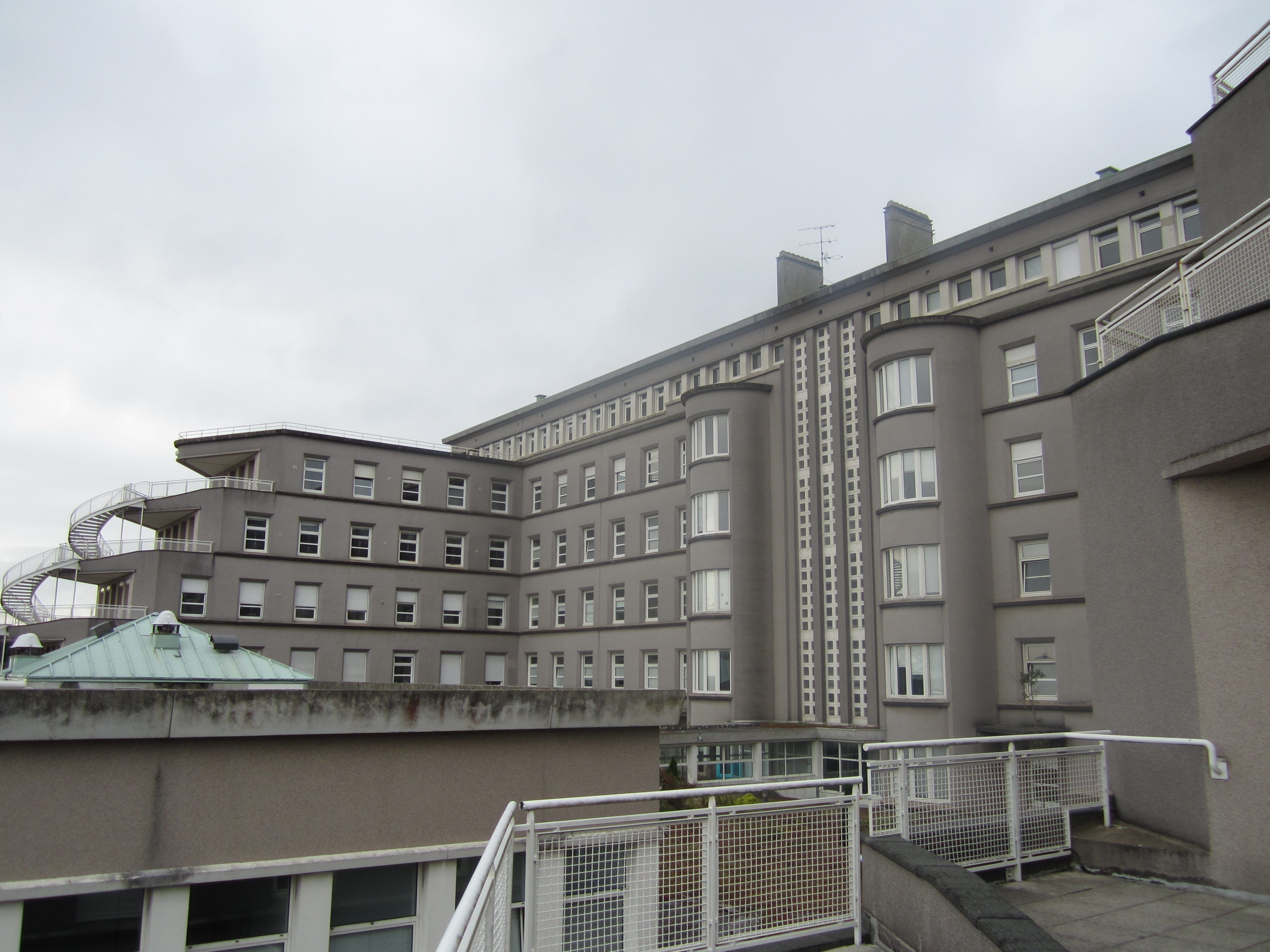
奥古斯汀-莫尔旺医院

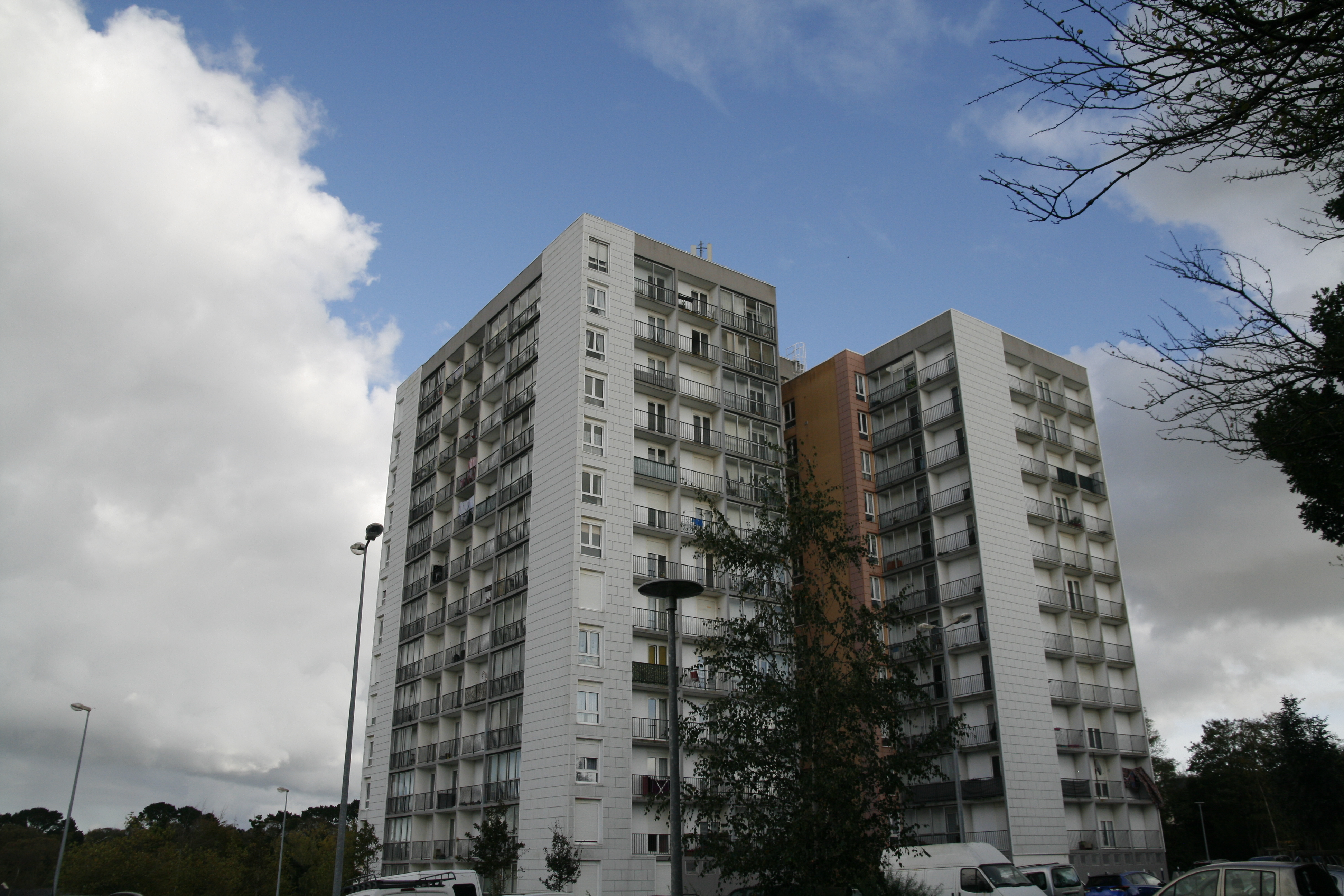
布雷斯特境内的一处高层居民楼

### 教育
布雷斯特属于雷恩学区。截止2018年1月1日，布雷斯特境内共有12所幼儿园、53所小学、16所初级中学、14所普通高中和4所职业高中，其中部分高中开设大学校培训班。2018至2019学年度，布雷斯特境内共有学生19,013名。
西布列塔尼大学，又称“布雷斯特大学”，是法国的一所公立综合性大学，创建于1971年，主校区位于布雷斯特市区，2018年时在校学生数量超过两万人。此外布雷斯特还有法国海洋学校、国立布雷斯特工程师学校、国立布雷斯特高等科技学校、国立布列塔尼大西洋高等农业食品工程师学校和国立大西洋高等矿业电信学校五所工程师学校，以及布雷斯特商学院、布雷斯特高等艺术学校等高等院校。

### 医疗
截止2019年1月1日，布雷斯特境内共有全科医生176名、保健师156名、牙医96名、护士177名、耳科医生10名、眼科医生20名、皮肤科医生11名、助产士18名、儿科医生10名和妇科医生23名。境内共有药房49家、养老院17家、残疾人帮扶中心12家。
布雷斯特大学中心医院是法国的一个区域性医疗机构，也是法国的30所大学教学医院之一，主病区“白马医院”（Hôpital Cavale Blanche）位于布雷斯特市区，设有床位697个，是当地规模最大的公立综合性医院。

### 住房
2017年，布雷斯特境内共有各类住房83,179套，其中24.6%为独立式居民区，74.7%为集中式居民区。常住房屋占布雷斯特市镇范围内居民建筑总量的89.8%。
在住房保障政策方面，2017年，布雷斯特境内共有26,748户家庭获得了住房经济补助，受益人数占总人口数量的19.1%，其中25,932份为房租补助。

### 商业
2019年，布雷斯特境内共有各类实体商铺2,483家，其中餐厅367家、大型超市37家、杂货店38家、面包房70家、肉铺31家、书店28家、装饰品店6家、银行门店85家、美容美发店189家、汽车维修店106家。布雷斯特市区东北部及近郊的吉帕瓦境内设有大型开放式商业街区。

### 体育

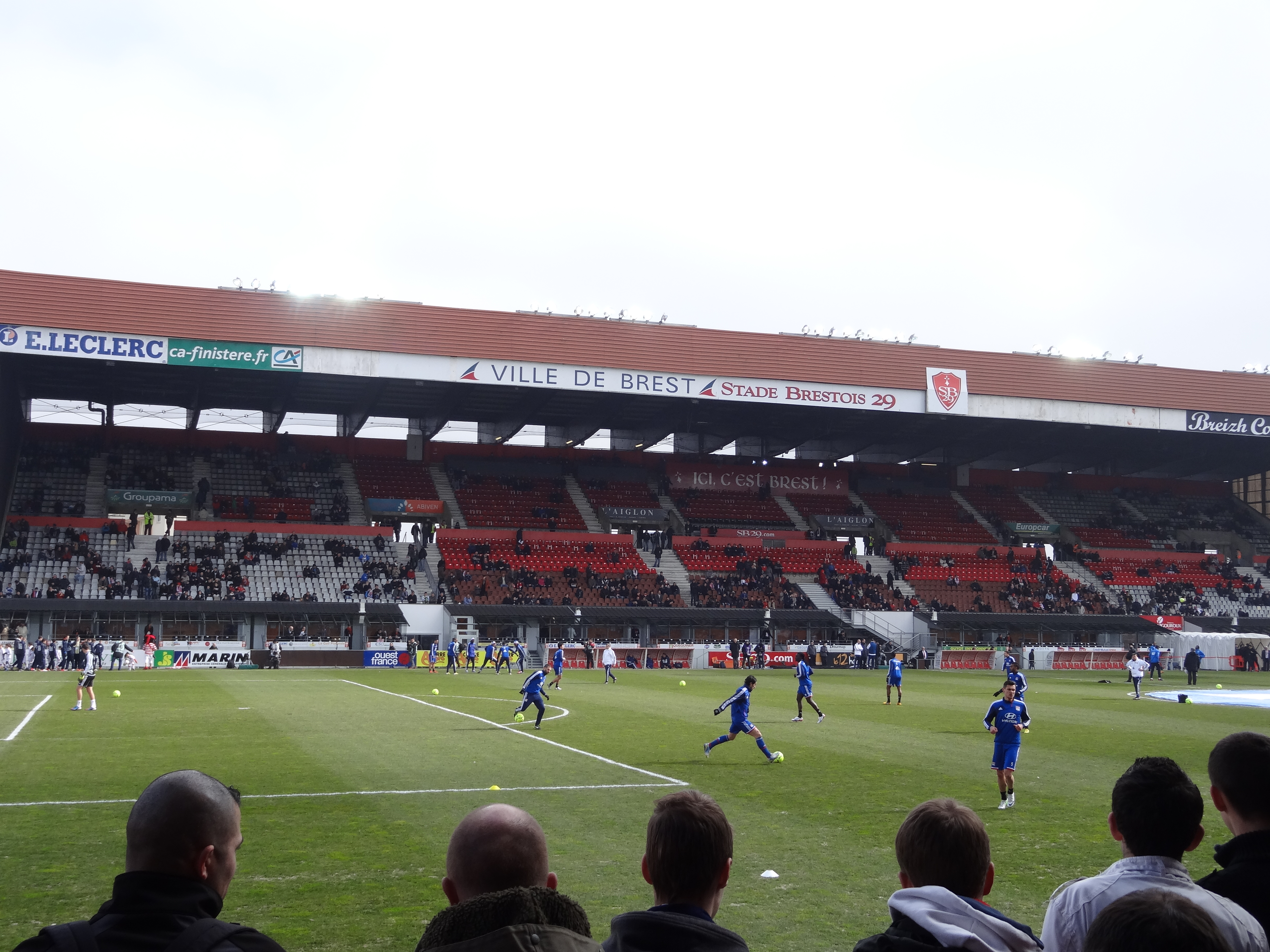
弗朗西斯·勒布莱体育场

2019年，布雷斯特境内共有8家游泳池、48间体育馆、13座综合体育场、32处网球场、2处马术场、30处足球或橄榄球场、30处篮球或排球场以及1处高尔夫球场。
截至2021年4月，布雷斯特境内共有18支注册足球俱乐部。布雷斯特体育俱乐部（[] 错误：{{Lang}}：无文本（帮助））是当地的一支足球队，成立于19XX年，2020至2021赛季参加布列塔尼大区足球联赛。其中布雷斯特足球俱乐部是当地的一支职业体育俱乐部，成立于1950年，2020至2021赛季参加法国足球甲级联赛，其主场弗朗西斯·勒布莱球场可容纳1.5万名观众，是菲尼斯泰尔省境内规模最大的体育设施。
巴黎-布雷斯特-巴黎野营者是法国的一项旅游公路自行车项目，全程1200公里，每四年举办一次。

### 环境
布雷斯特的环境事务由其所属的公共社区负责。2017年，布雷斯特境内共有6污染企业。

### 治安
2019年，布雷斯特市镇范围内有1处派出所。
2014年，布雷斯特及附近地区共发生各类案件10,379起，其中盗窃类案件7,045起，经济类案件742起，毒品交易类案件421起。布雷斯特亦是法国三大海军基地之一。

## 文化
2017年，布雷斯特境内共有1个剧场、4个电影院、2个博物馆和1个音乐厅。

### 建筑
布雷斯特境内有多处法国国家文物保护单位，其中布雷斯特城堡及其顶端的唐吉塔、布雷斯特国家海军博物馆、穆兰布朗海滩、海洋城水族馆等为当地的代表性建筑物。

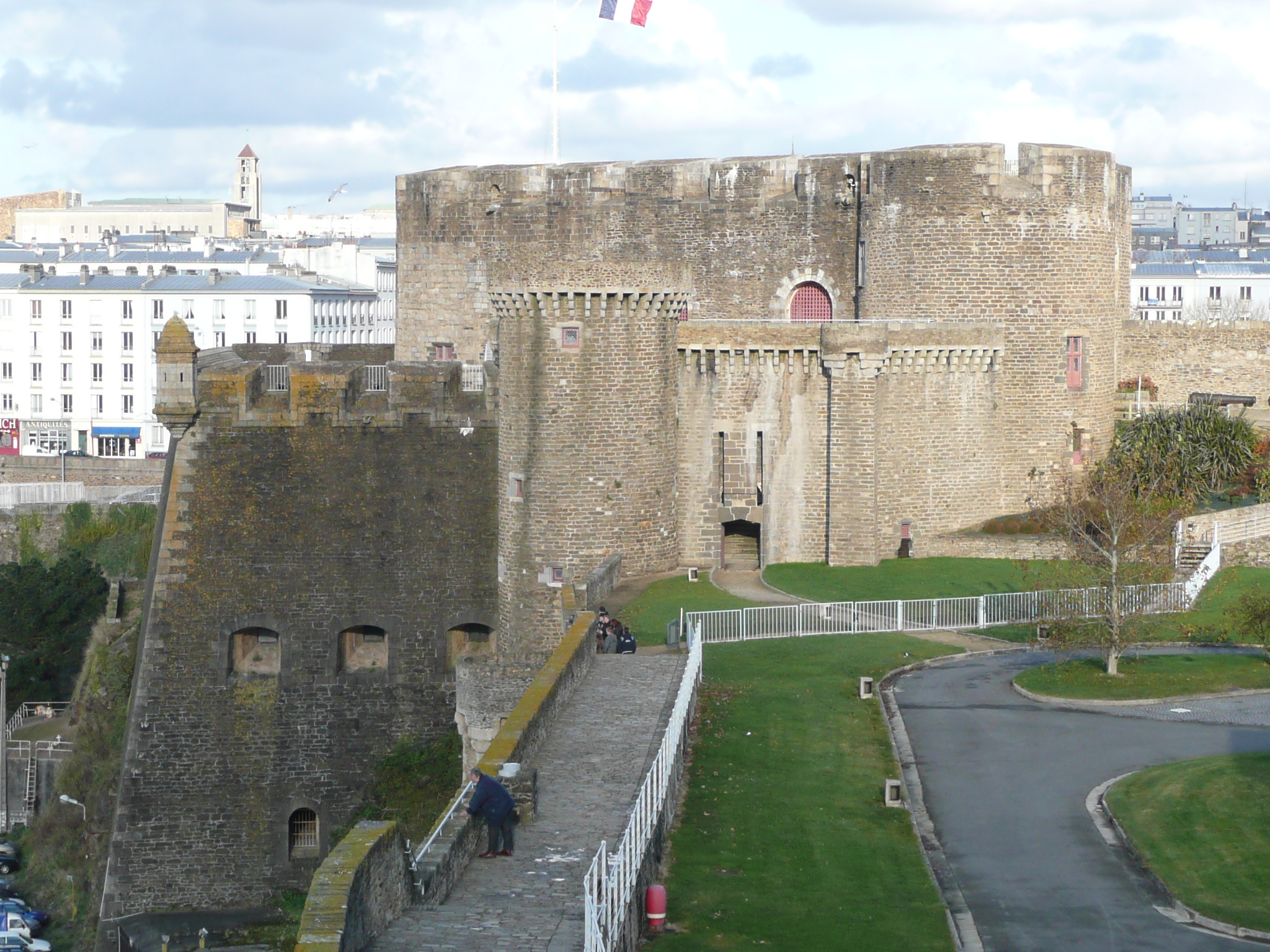
布雷斯特城堡
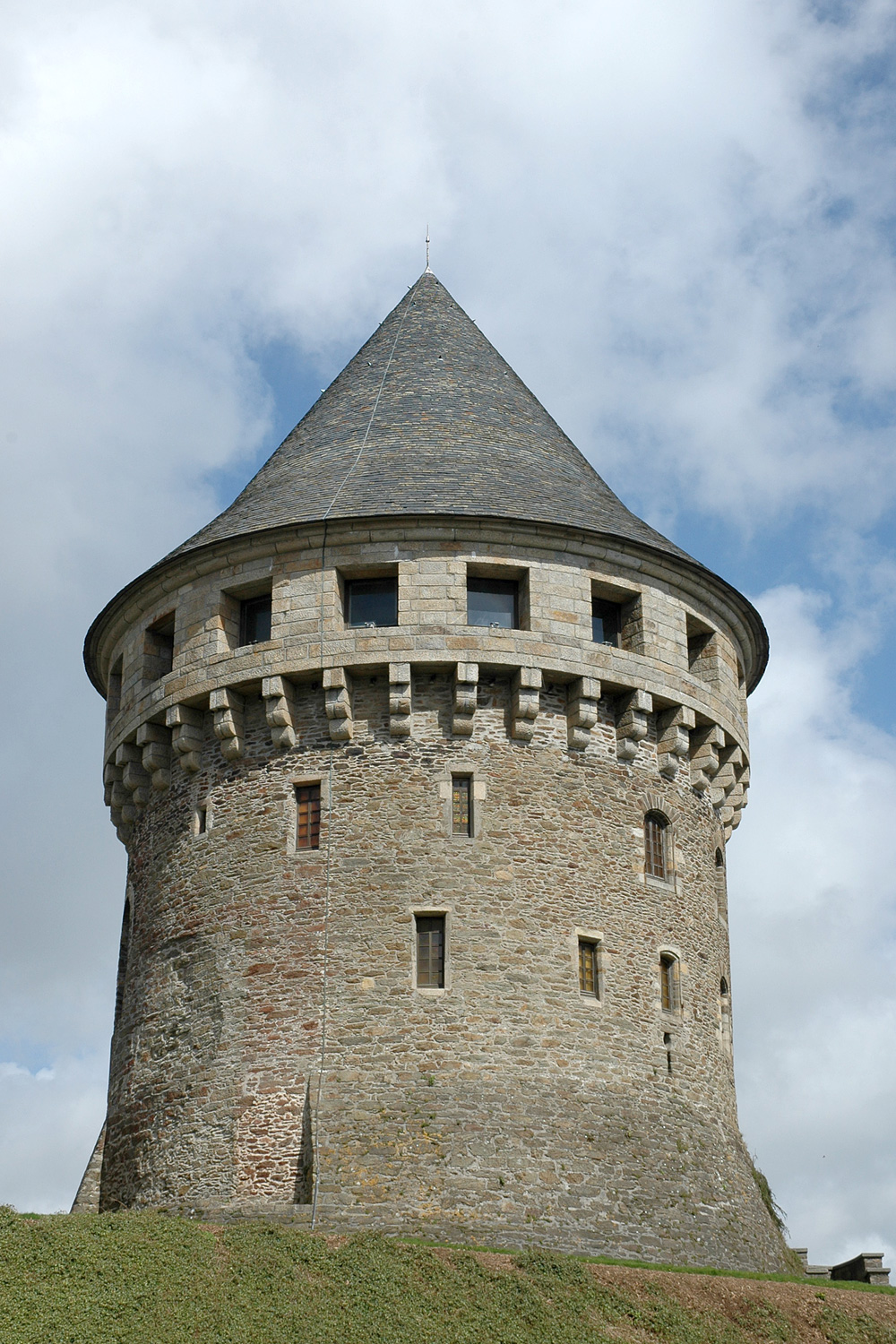
唐吉塔
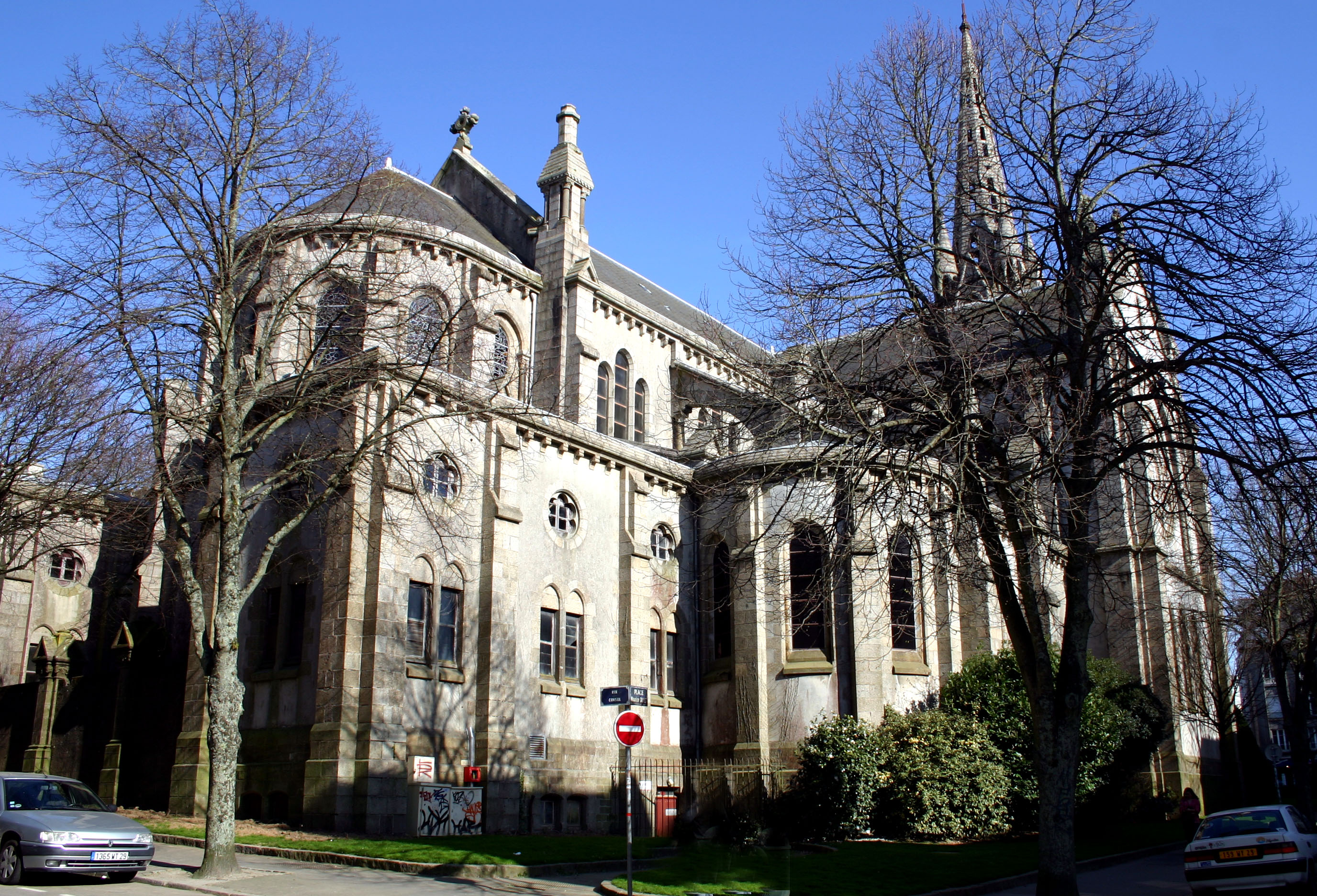
圣马丁教堂
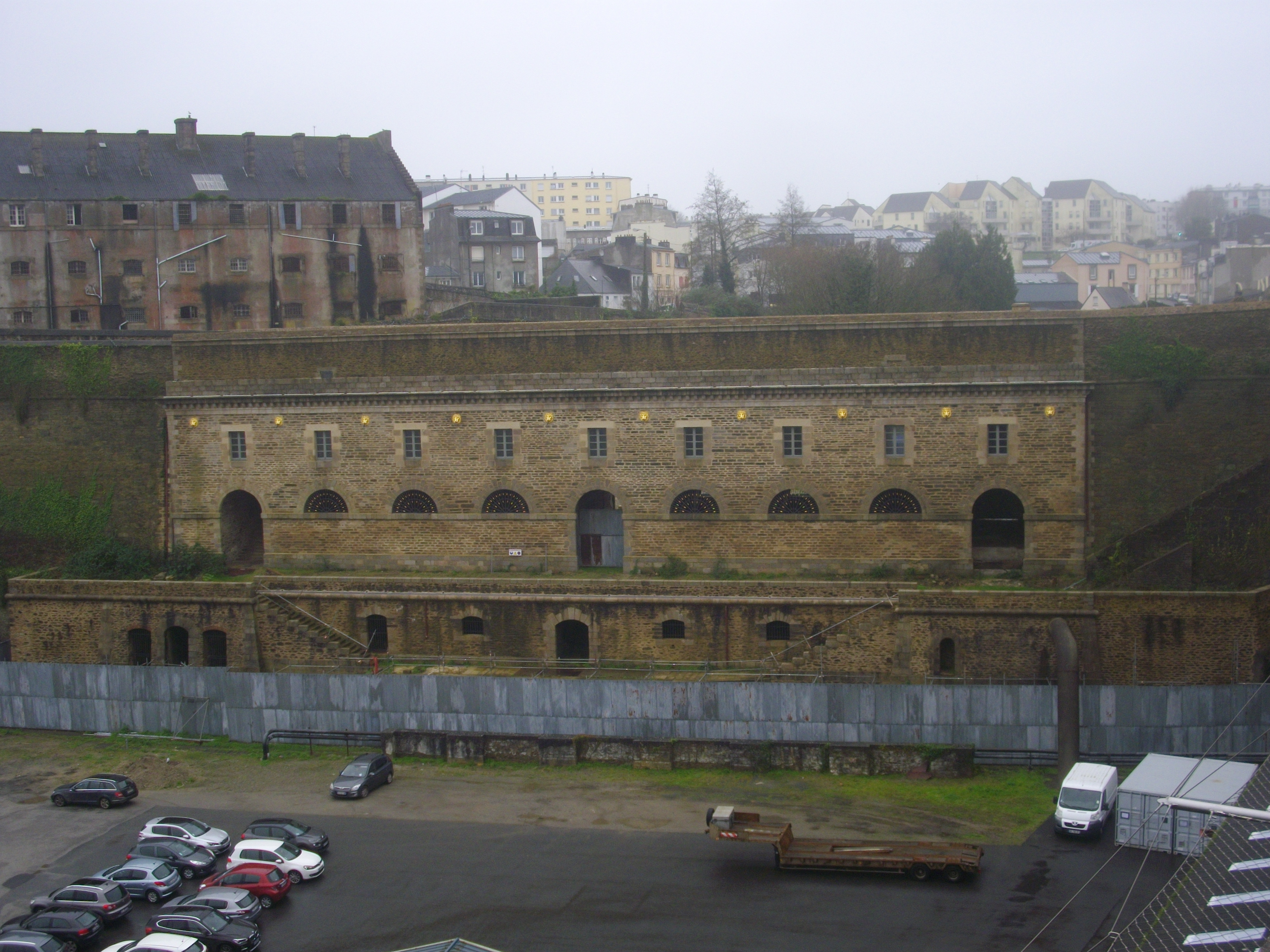
狮子楼
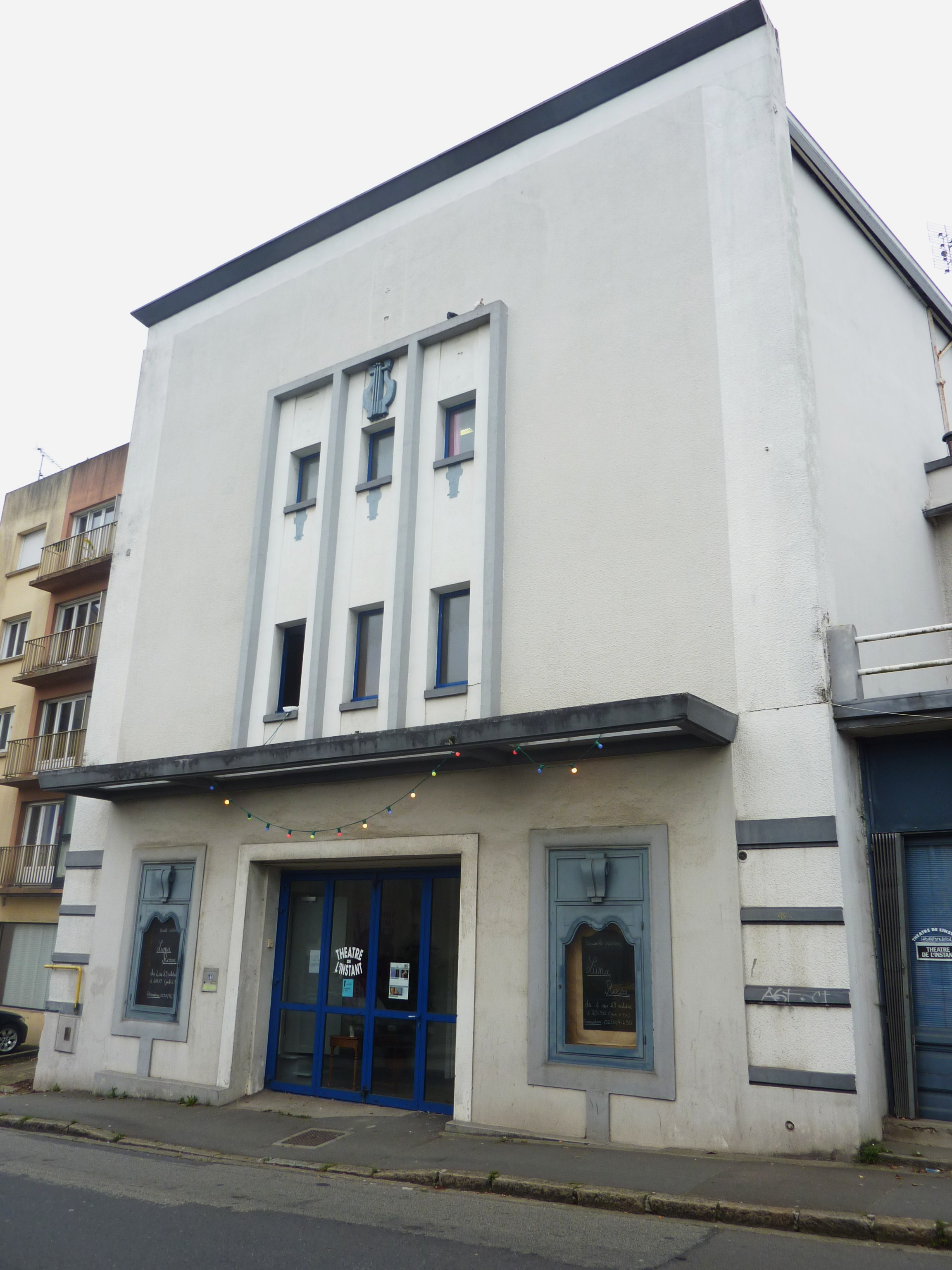
剧场
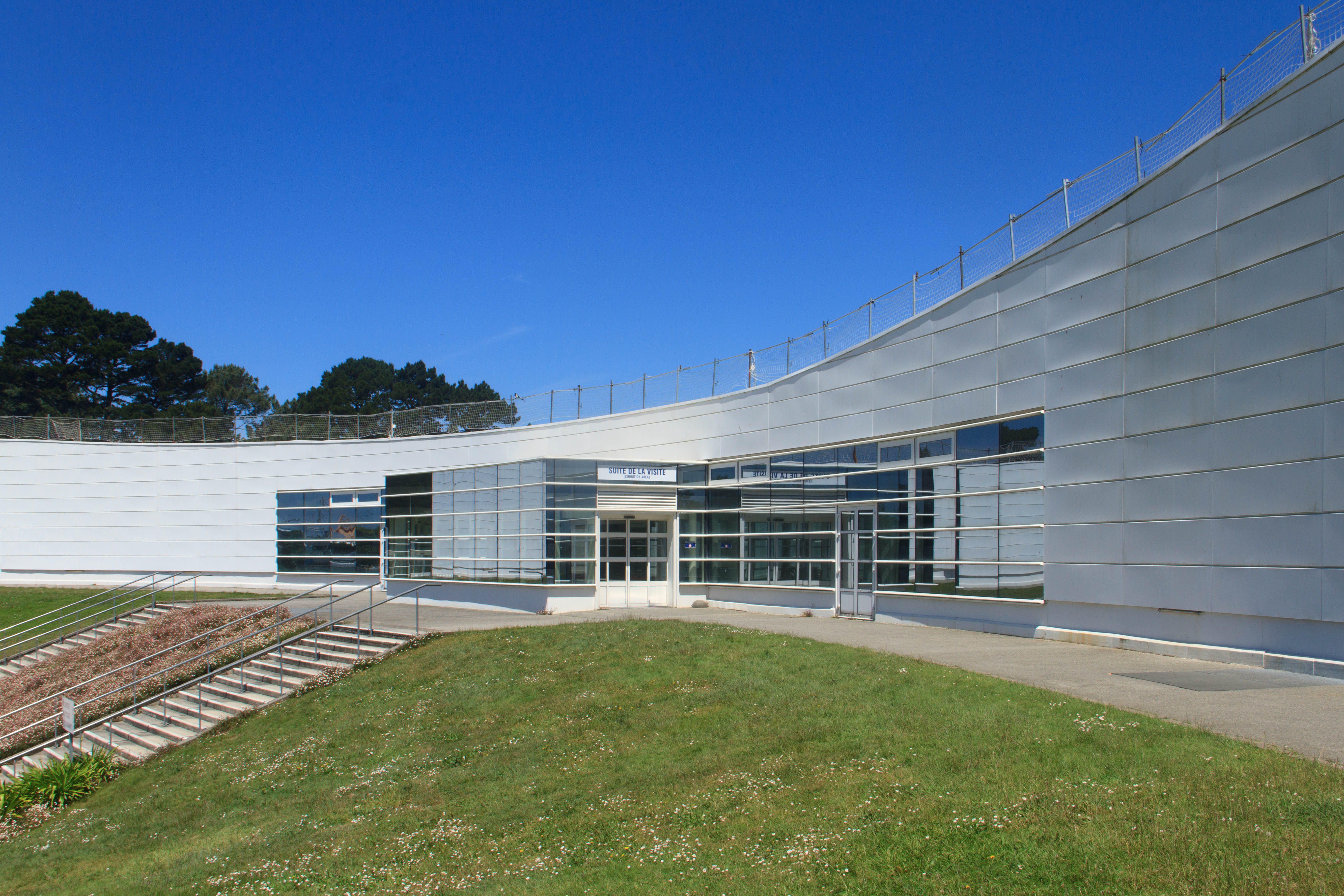
海洋城水族馆（法语：Océanopolis）
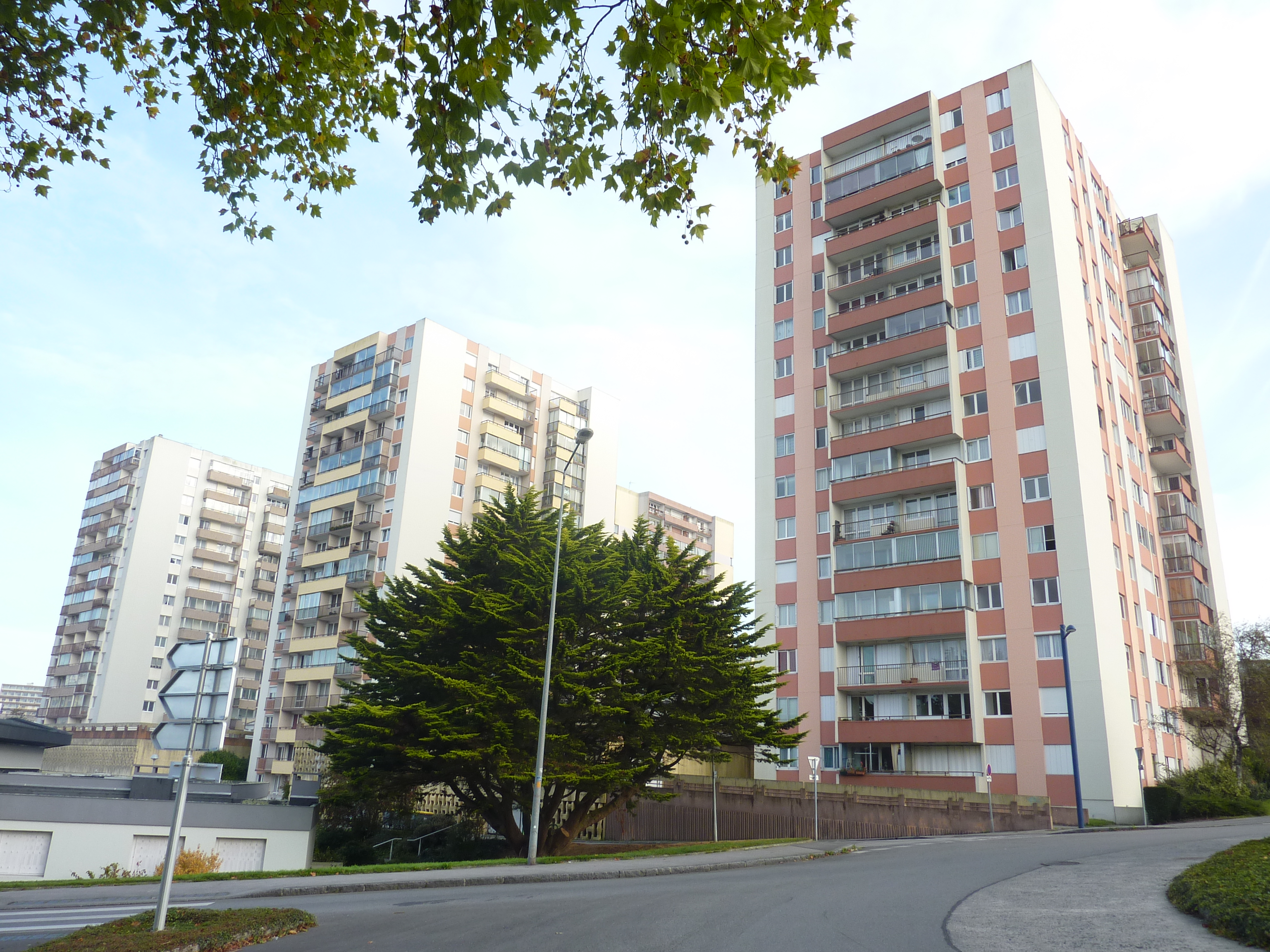
现代居民楼

### 旅游
布雷斯特的旅游事务由其所属的公共社区负责。2020年，布雷斯特境内共有29家宾馆共计1,291间房间；另有1个露营地，可容纳共127辆露营车。

### 媒体
法国主要的媒体均可在布雷斯特接收，法国电视三台下属的布列塔尼大区频道在部分时段播出布雷斯特所属区域的地方新闻。

## 相关人物
法国医学家普罗斯佩尔·加诺、作家路易·埃蒙、布列塔尼地方史学家伊夫·勒加洛、足球运动员若瑟兰·古尔旺内克和现代说唱歌手Lorenzo出生于布雷斯特。

## 对外交流
截至2020年3月，布雷斯特共与9座城市互为友好城市关系，同时与2座城市互为合作交流城市：

### 友好城市
| - 西班牙 加的斯 - 羅馬尼亞 康斯坦察 - 美国 丹佛 | - 爱尔兰 邓莱里 - 德国 基尔 - 英格兰 普利茅斯 | - 布吉納法索 萨波内 - 義大利 塔兰托 - 日本 横须贺 |

### 合作交流城市
- 阿尔及利亚 贝贾亚
- 中国 青岛